# Site archéologique de la Métabetchouane
Pour les articles homonymes, voir Métabetchouane.
Le site archéologique de la Métabetchouane est situé à l'emplacement d'un établissement préhistorique amérindien et d'un poste de traite en fonction durant les régimes français et anglais. Ce site archéologique est situé dans la municipalité de Chambord (Québec) (municipalité), dans la MRC Le Domaine-du-Roy, au Saguenay–Lac-Saint-Jean, au Québec, au Canada. Ce site archéologique est localisé sur la rive ouest de la rivière Métabetchouane, sur une pointe de terre s'avançant dans le lac Saint-Jean.
Ce site patrimoniale comporte une valeur archéologique sur l'histoire amérindienne et l'histoire du poste de traite. Ce site archéologique qui se compose d'un vaste terrain dégagé et au relief plat, comporte une superficie d'environ 2 000 mètres carrés. Ce site comporte les vestiges d'une cheminée en pierre et les traces carbonisées d'un mur en bois et torchis. Depuis le 1er juin 1988, ce site est classé site patrimonial par le ministère de la Culture et des Communications du Québec. La portion résiduelle du site est présumée renfermer encore des éléments archéologiques propices à la recherche et à l'interprétation du lieu.

## Histoire du site
Ce site archéologique de la Métabetchouane était un important lieu de passage, de rencontres et d'établissements amérindiens et euroquébécois. Selon les archéologues québécois, ce site était occupé depuis environ 2000 ans avant aujourd'hui. Ce site est présumé avoir servi principalement de campement saisonnier pour les groupes amérindiens nomades de la région.
De nombreux objets et vestiges découverts lors des fouilles archéologiques sont associés à ces occupations domestiques. La nature des objets et leurs dispositions permettent de documenter les modes de vie autochtones selon les époques. Une des occupations particulièrement intéressante correspond aux quelque 250 ans englobant la fin de la préhistoire autochtones et le début de la période de contact avec les individus d'ascendance européenne; il s'agit d'une époque charnière où les modes de vie traditionnels sont confrontés à la culture française et anglaise. Alors que les écrits des premiers explorateurs laissent croire que le site a jadis été le théâtre de rassemblements entre groupes autochtones pratiquant le commerce, la faible proportion d'objets exotiques accumulés durant ces deux millénaires sur le site laisse plutôt penser que ces interactions se sont plus effectuées à une échelle régionale.